# Ташкентский зоопарк
Ташкентский зоопарк был организован в 1924 году на части территории бывшей загородной дачи генерал-губернатора Туркестана. До этого на даче генерал-губернатора существовал небольшой зверинец, являвшийся частью художественного музея, располагавшегося на территории дачи. Зоопарк занимал территорию площадью около 3 гектаров.
К концу 1940-х годов экспозиция Ташкентского зоопарка составляла свыше 200 видов различных животных и птиц.
В 1994 году по решению правительства Узбекистана на части территории Ташкентского ботанического сада было начато строительстве нового зоопарка с вольерами для животных ландшафтного типа, и в 1997 году он был пущен в эксплуатацию (ботанический сад лишился четверти своей территории). Новый Ташкентский зоопарк занимает территорию площадью 22,7 гектаров. В настоящее время в Ташкентском зоопарке содержится свыше трех тысяч животных и птиц 600 видов.
С 1998 года Ташкентский зоопарк является членом международной организации ЕАРАЗА (Евро-Азиатская региональная ассоциация зоопарков и аквариумов).

## Фотогалерея
- Чёрный гриф в Ташкентском зоопарке. 2007 год
- Агама в террариуме ташкентского зоопарка
- На территории зоопарка
- Аддаксы
- Джейран